# Вілла-Гіллс (Кентуккі)
Вілла-Гіллс (англ. Villa Hills) — місто (англ. city) в США, в окрузі Кентон штату Кентуккі. Населення — 7310 осіб (2020).

## Географія
Вілла-Гіллс розташована за координатами 39°3′58″ пн. ш. 84°35′57″ зх. д. / 39.06611° пн. ш. 84.59917° зх. д. (39.066093, -84.599133).  За даними Бюро перепису населення США в 2010 році місто мало площу 11,47 км², з яких 9,44 км² — суходіл та 2,03 км² — водойми. В 2017 році площа становила 9,49 км², з яких 9,33 км² — суходіл та 0,16 км² — водойми.

## Демографія
Згідно з переписом 2010 року, у місті мешкало 7489 осіб у 2880 домогосподарствах у складі 2126 родин. Густота населення становила 653 особи/км².  Було 3008 помешкань (262/км²).
Расовий склад населення:
| - 96,3 % — білих - 1,3 % — азіатів - 0,7 % — чорних або афроамериканців - 0,1 % — корінних американців |

До двох чи більше рас належало 1,1 %. Частка іспаномовних становила 1,4 % від усіх жителів.
За віковим діапазоном населення розподілялося таким чином: 23,3 % — особи молодші 18 років, 62,7 % — особи у віці 18—64 років, 14,0 % — особи у віці 65 років та старші. Медіана віку мешканця становила 44,7 року. На 100 осіб жіночої статі у місті припадало 92,0 чоловіків;  на 100 жінок у віці від 18 років та старших — 90,4 чоловіків також старших 18 років.
Середній дохід на одне домашнє господарство  становив 106 893 долари США (медіана — 81 859), а середній дохід на одну сім'ю — 122 690 доларів (медіана — 97 036). Медіана доходів становила 60 662 долари для чоловіків та 42 803 долари для жінок. За межею бідності перебувало 6,3 % осіб, у тому числі 15,7 % дітей у віці до 18 років та 5,7 % осіб у віці 65 років та старших.
Цивільне працевлаштоване населення становило 3810 осіб. Основні галузі зайнятості: освіта, охорона здоров'я та соціальна допомога — 28,6 %, виробництво — 13,7 %, науковці, спеціалісти, менеджери — 12,3 %.